# G線上のアリア
「G線上のアリア」（ジーせんじょうのアリア、ゲーせんじょうのアリア。独: Air auf der G-Saite，英: Air on the G String）は、ヨハン・ゼバスティアン・バッハが作曲した『管弦楽組曲第3番ニ長調 BWV1068』の第2曲「エール (Air)」を、ドイツのヴァイオリニストであるアウグスト・ウィルヘルミがピアノ伴奏付きのヴァイオリン独奏のために編曲したものの通称。
「G線上のアリア」という通称は、ウィルヘルミが編曲に際してニ長調からハ長調への移調を行ったため、ヴァイオリンの4本ある弦のうち最低音の弦、G線のみで演奏できることに由来する。
2021年現在、通称の由来となった「ピアノ伴奏付きのヴァイオリン独奏版」に限らず、原曲である管弦楽版、パイプオルガン版などの様々な版（編曲）で、バッハ『管弦楽組曲第3番ニ長調 BWV1068』の第2曲「エール」のみを、「G線上のアリア」と呼称して演奏・録音することが多い。

## 来歴
オリジナルの管弦楽組曲は、バッハにより彼のパトロンであるアンハルト＝ケーテン侯レオポルトのために1717年から1723年の間に作曲されたと一般に信じられてきた。しかし、現存最古の楽譜は後年のバッハのライプツィヒ時代のものであり、現在は、ライプツィヒにおけるコレギウム・ムジクムの公演のために書かれたものであろうと考えられている。
後年、この曲はG線のみで演奏することを目的につくられたという誤った説が広まった。